# 山嵐作戦
山嵐作戦（やまあらしさくせん、マケドニア語:Операција Планинска бура / Operacija Planinska bura）は、マケドニア共和国警察によって2007年11月7日に、シャル山（Šar）の山中で武装するアルバニア人の組織、自称「コソボ解放軍政治顧問部」に対して行われた戦闘作戦であり、マケドニア共和国北西部、テトヴォ近くで行われた。テトヴォ自治体のヴェイツェ（Вејце）、ヴェシャラ（Вешала）ならびにゴスティヴァル自治体のブロデツ（Бродец）の3つの村落で戦闘が行われた。

## 背景
リリム・ヤクピ（Lirim Jakupi）は他の7人の男とともにコソボのドゥブラヴァ（Dubrava）刑務所を実力で脱獄した後、武装組織を率いてこの地域に潜伏しているものと考えられていた。同時に脱獄したジャヴィド・モリナ（Xhavid Morina）は、作戦の1週間前にテトヴォ近くのオドリ（Одри、テアルツェ自治体）にて遺体で見つかった。また、10月末には、かつてマケドニア紛争が勃発した村であるタヌシェヴツィ（Танушевци、チュチェル・サンデヴォ自治体）の近くで警官が銃撃に遭い、2人が殺害され、2人が負傷した。内務大臣は、この攻撃は密輸者によるものと考えられ、民族間の対立とは関係ないとした。

## 作戦
マケドニア共和国内務大臣は、作戦によって武装勢力の6人が死亡し、12人を逮捕したと報告した。このほかの4人は衝突前にスコピエで逮捕された。爆弾、弾薬、自動小銃やロケットランチャーなどの武器が警察によって押収された。警察のヘリコプターも作戦に用いられた。
ある目撃者は、前日にUÇKの紋章の入った制服を着た者たちが村をパトロールしていたと述べた。この目撃者によると、村の1軒の家が焼け、銃撃によってモスクが損傷した。
マケドニア側で作戦が開始されたため、コソボに展開している北大西洋条約機構のKFORは、コソボ側での国境警備のレベルを上げた。
KFORは、この地域で1機のヘリコプターが墜落したが、これはNATOに属するものではないとした。マケドニア内務大臣は、ヘリコプター墜落を否定した。KFORの情報では、ヘリコプターはコソボ側には落ちておらず、マケドニア共和国の側に落ちたかは不明であるとした。

### 押収された武器
作戦によって押収された武器は、3つの迫撃砲と111の砲弾、2つの無反動砲、40の手榴弾、電子誘導式の対戦車ミサイル・システム・9M111 Fagot、4つの地対空ミサイル発射器、4つの対空ミサイル・システム・Strela 2、9つのRPG・M80 "Zolja"、2つの擲弾発射器・M79 "Osa"、7つのミサイル、6つのRPGと132の擲弾、1つの40ミリ擲弾発射器・MGL-6、56の手榴弾、31のトリニトロトルエン炸薬、プラスチック爆薬の入った2つのパッケージなどの武器が押収された。

## 犯行声明
2007年11月8日、コソボのアルバニア人のグループがマケドニア警察との銃撃戦への関与を発表した。「コソボ解放軍政治顧問部」を自称する者によって、セルビアおよびマケドニア地域で危機にさらされているアルバニア人の民族性を守るために武装集団の結成を余儀なくされたとの声明を出した。